# Rob Moroso
Rob Moroso, född den 28 september 1968 i Madison, Connecticut, USA, död den 30 september 1990 i Mooresville, North Carolina, USA, var en amerikansk racerförare.

## Racingkarriär
Moroso gjorde sin debut i Nascar Busch Series 1986, och vann sitt första race 1988 på Myrtle Beach, innan han vann titeln 1989. Efter det tävlade han under ett fulltidskontrakt i Nascar Winston Cup 1990. Han hade en del framgångar under sitt rookieår, och blev årets rookie. Han avled i september samma år efter ett race på Rockingham Motor Speedway. Moroso körde rattfull (0.21 promille, mot tillåtna 0.10), och körde i 121 km/h, vilket var 56 km/h över fartgränsen. Han dödade Tammy Williams, som körde på motsatta sidan av vägen, och sig själv.